# Ela Tase
Ela Tase (ur. 11 sierpnia 1958) – albańska siatkarka należąca do klubu Dinamo Tirana, od 1978 roku do lat 90. reprezentantka Albanii. Po zakończeniu kariery sportowej pełniła funkcję przewodniczącej Narodowego Komitetu Olimpijskiego Albanii.